# Listă de sculptori argentinieni
Aceasta este o listă de sculptori argentinieni.

## B
- Erminio Blotta

## E
- Adolfo Pérez Esquivel

## G
- Julio Eduardo Goya

## P
- Julio Le Parc

## M
- Lola Mora (Dolores Mora de la Vega)

## S
- Xul Solar